# Нестрамкол
Нестрамкол или Нестрамско е историко-географска област в Егейска Македония, Гърция.
Областта обхваща селата от дем Нестрам, както и селата Брещени (Авги), Галища (Оморфоклисия), Желегоже (Рендаврисо), Желин (Хилиодендро), Изглибе (Пория), Псора (Ипсило), Цакони, Четирок (Месопотамия), Горно Папратско (Птерия), Долно Папратско (Като Птерия), Добролища (Калохори), Ошени (Инои), Света Неделя (Агия Кириаки) и Тиквени (Колокинту) от дем Костур. На юг граничи с Костенарията, на запад през река Бистрица (Алиакмонас) с Пополето, а на север с Корещата.